# Ga Tam Trọng
Tam Trọng (tiếng Trung: 三重) là nhà ga trên Tuyến Trung Hòa-Tân Lô thuộc Hệ thống đường sắt đô thị Đài Bắc và Sân bay Đào Viên MRT nằm ở Tam Trọng, Tân Bắc, Đài Loan. Nhà ga mở cửa dịch vụ vào ngày 5 tháng 1 năm 2012. Nó là ga chuyển đổi với Sân bay Đào Viên MRT.

## Tổng quan

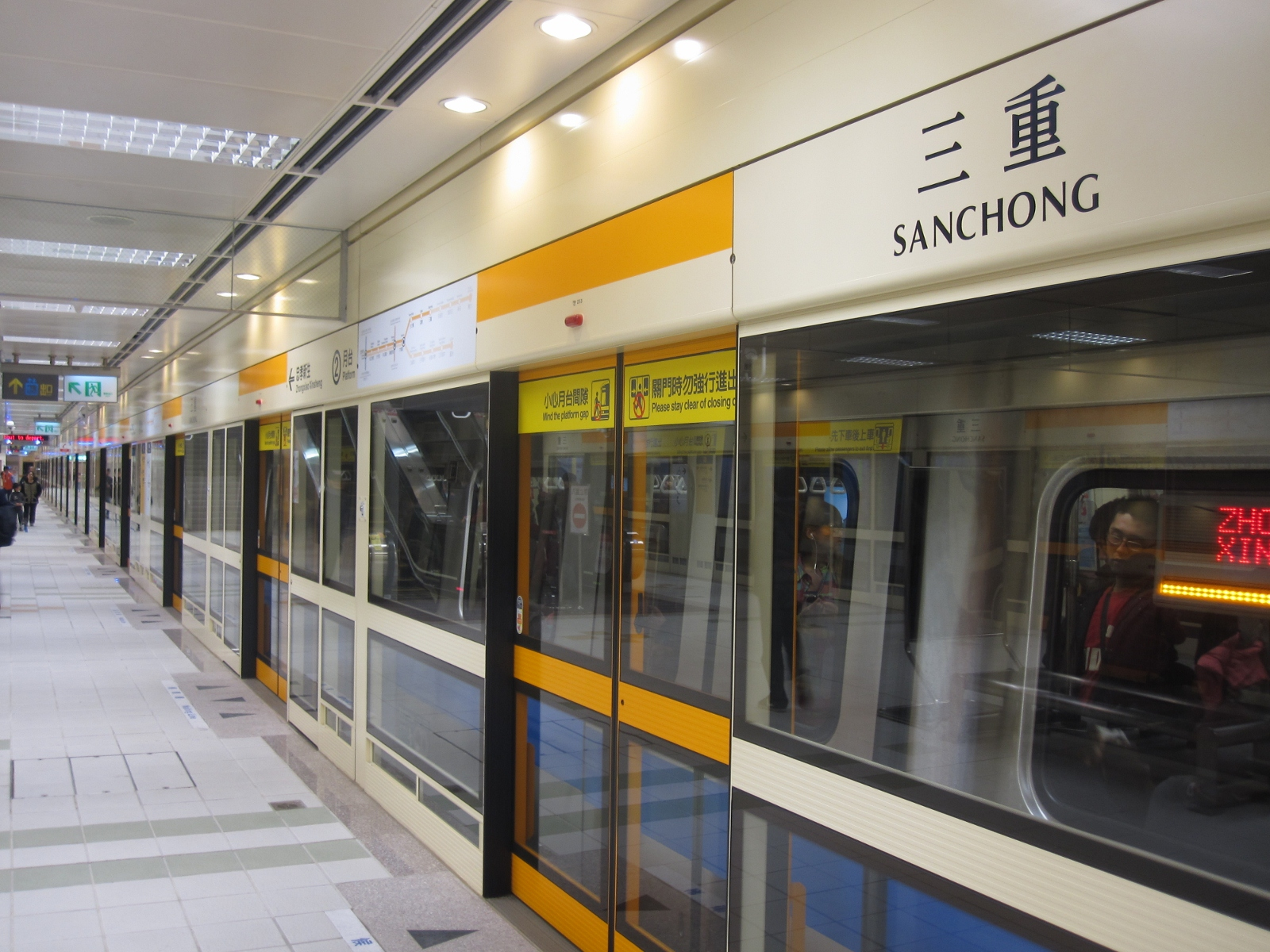
Ke ga tuyến cam

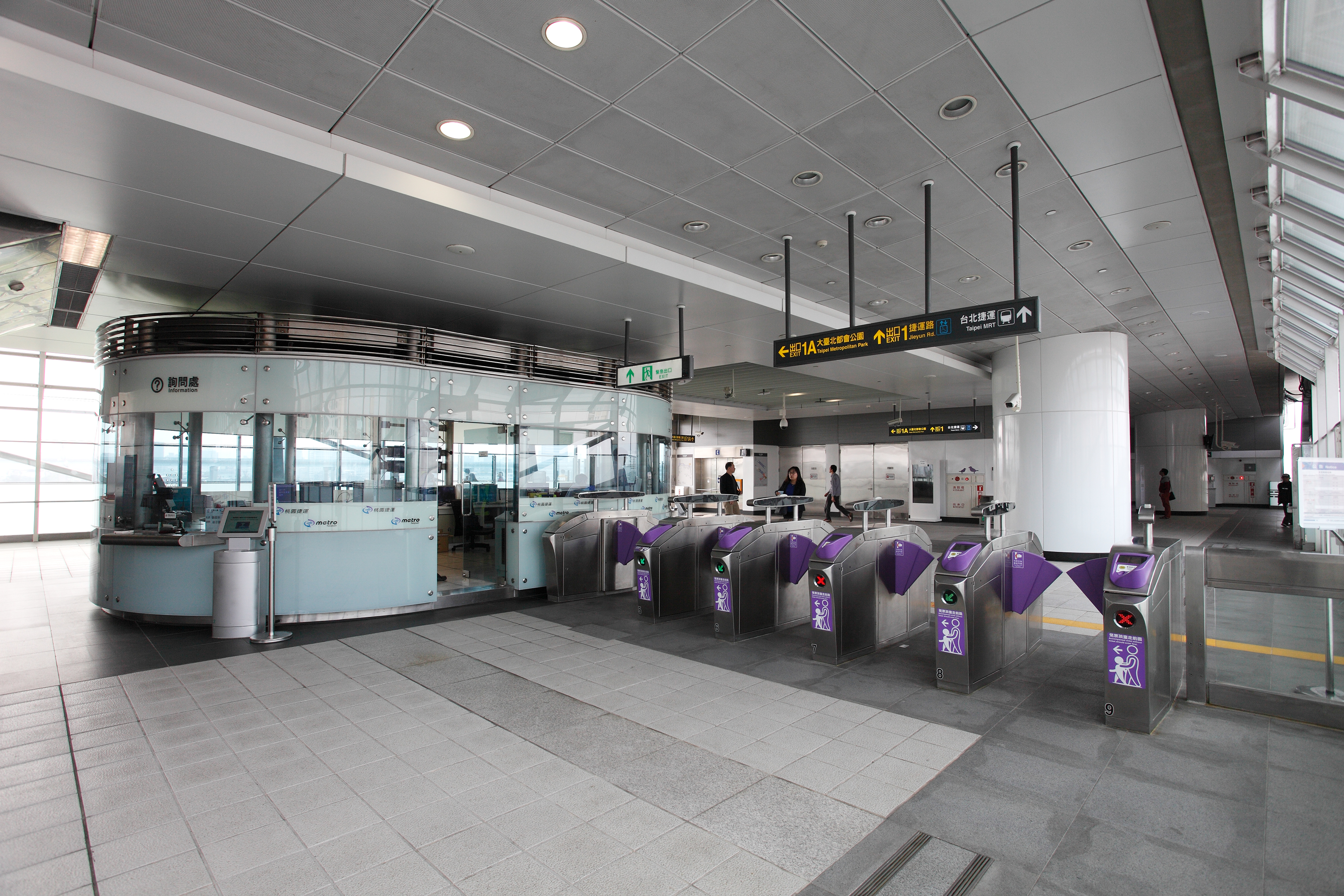
Cổng soát vé

Khu vực Tuyến Cam gồm 4 tầng, nhà ga dưới lòng đất có 1 ke ga. Nó nằm bên cạnh đường Tiệp Vận (捷運路), làn số 3 và đường Đông Sơ Hồng (疏洪東路). Nó được lên kế hoạch mở cửa vào tháng 3 năm 2012 cùng với tuyến Tân Trang (新莊線), nhưng nó đã mở cửa sớm vào ngày 5 tháng 1 năm 2012.
Ga Tam Trọng là ga chuyển đổi với Sân bay Đào Viên MRT, gồm 4 tầng, nhà ga nằm trên cao với 1 ke ga.

### Cấu trúc
Độ sâu của nhà ga này là 19,2 m (63 ft). Dài 221,4 m (726 ft) và rộng 21,55 m (70,7 ft). Nó có 3 lối vào, một thang máy cho người khiếm khuyết, và 3 trụ thông hơi.

## Bố trí ga

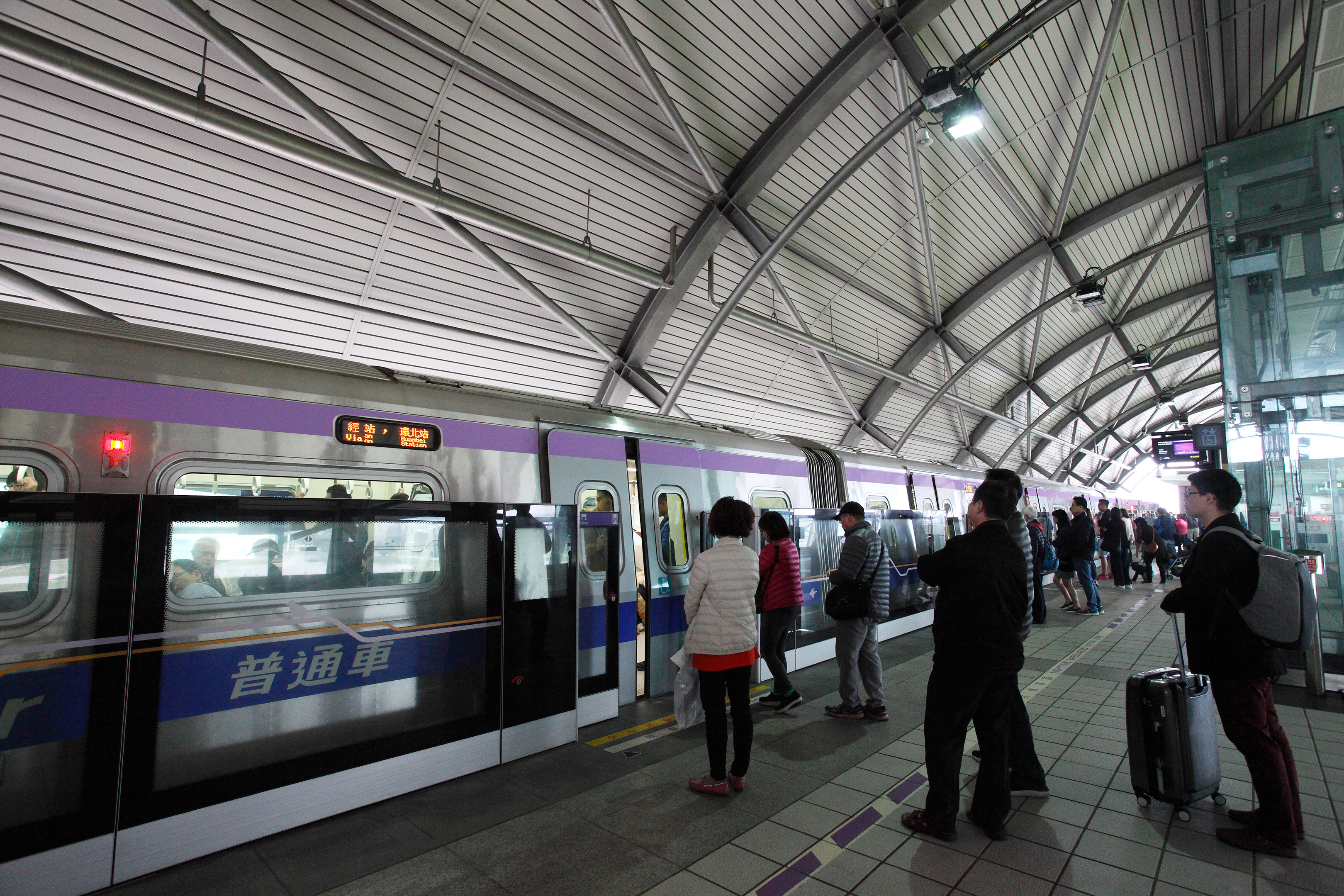
Tàu thông hành sân bay MRT đến nhà ga

| 4F       | Ke ga 1                        | ← Sân bay MRT Thông hành hướng đi Hoàn Bắc (Khu công nghiệp Tân Bắc) ← Sân bay MRT Tốc hành không dừng tại đây |
| 4F       | Ke ga, cửa sẽ mở phía bên trái | |
| 4F       | Ke ga 2                        | Sân bay MRT Thông hành hướng đi Đài Bắc (Ga cuối) → Sân bay MRT Tốc hành không dừng tại đây →                  |
| 2F       | Hành lang                      | Hành lang, quầy thông tin, máy bán vé tự động, cổng soát vé                                                    |
| Đường đi | Lối ra/vào                     | Lối ra/vào |
| B3       | Hành lang                      | Hành lang, quầy thông tin, máy bán vé tự động, cổng soát vé                                                    |
| B3       | Hành lang                      | Nhà vệ sinh (Bên trong khu vực soát vé, bên ngoài khu vực soát vé gần lối thoát 1)                             |
| B4       | Ke ga 1                        | ← Tuyến Trung Hòa-Tân Lô hướng đi Hồi Long (O16 Đền Tiên Sắc)                                                  |
| B4       | Ke ga, cửa sẽ mở phía bên trái | |
| B4       | Ke ga 2                        | → Tuyến Trung Hòa-Tân Lô hướng đi Nam Thế Giác (O14 Thái Liêu) →                                               |